# Robert Friedrich Metzger
Robert Friedrich Metzger (* 25. April 1873 in Ravensburg, Königreich Württemberg; † 19. April 1938 in Wien) war ein international aktiver Spediteur und Unternehmer. Er war württembergischer Kommerzienrat, Großaktionär der Wiener Volksoper Betriebs AG und Begründer der Waggonleihanstalt Robert Metzger & Co. in Wien.

## Biografie

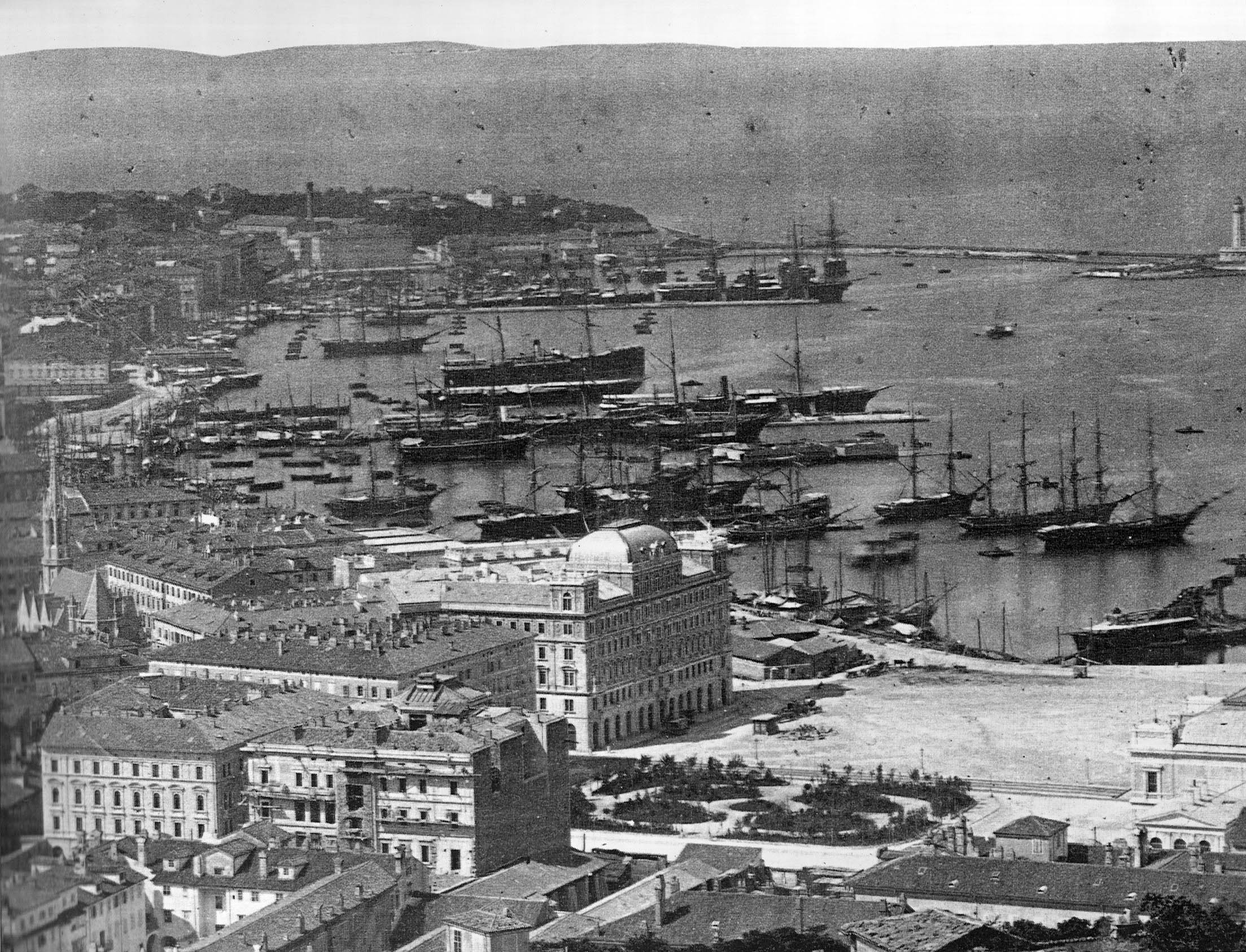
Triest - Blick auf den Hafen - 1885

Robert Metzger mit dem Beinamen „Friedrich“ war der Sohn von Eugen und Hermine Metzger, geboren in Ravensburg, Königreich Württemberg, einem ehemaligen Staat in Deutschland. Die Betonung auf Friedrich beruhte darauf, dass die Namen Robert und Friedrich um 1870 sehr häufig gewählt wurden und es daher sehr häufig zu Verwechslungen kam.
Metzger begann seine dokumentierte berufliche Laufbahn 1903. Er gründete laut k.k. Handelsregister-Zentralblatt im ehemals Österreichischen Küstenland sein Unternehmen im Hafen Punto Franco in Triest. In den nachfolgenden Jahren erlangte er den auf von Metzger selbst gebauten „Metzger-Waggons“ gedruckten Titel „Preußischer Hofspediteur“.
Robert Friedrich Metzger heiratete laut Kirchenamt A. B., Abteilung für Archivwesen, Matrikenwesen, Bibliothek der Evangelischen Kirche A. B. in Österreich am 7. Juli 1904 in Ravensburg in den Adelsstand. Seine Ehefrau wurde Marie Mathilde Karoline, Freiherrin von Sternenfels (* 10. Mai 1874; † 26. April 1933, Wien), die Tochter von Karl Friedrich Gilbert (* 11. November 1834) und Mathilde Sternenfels geborene Berg.

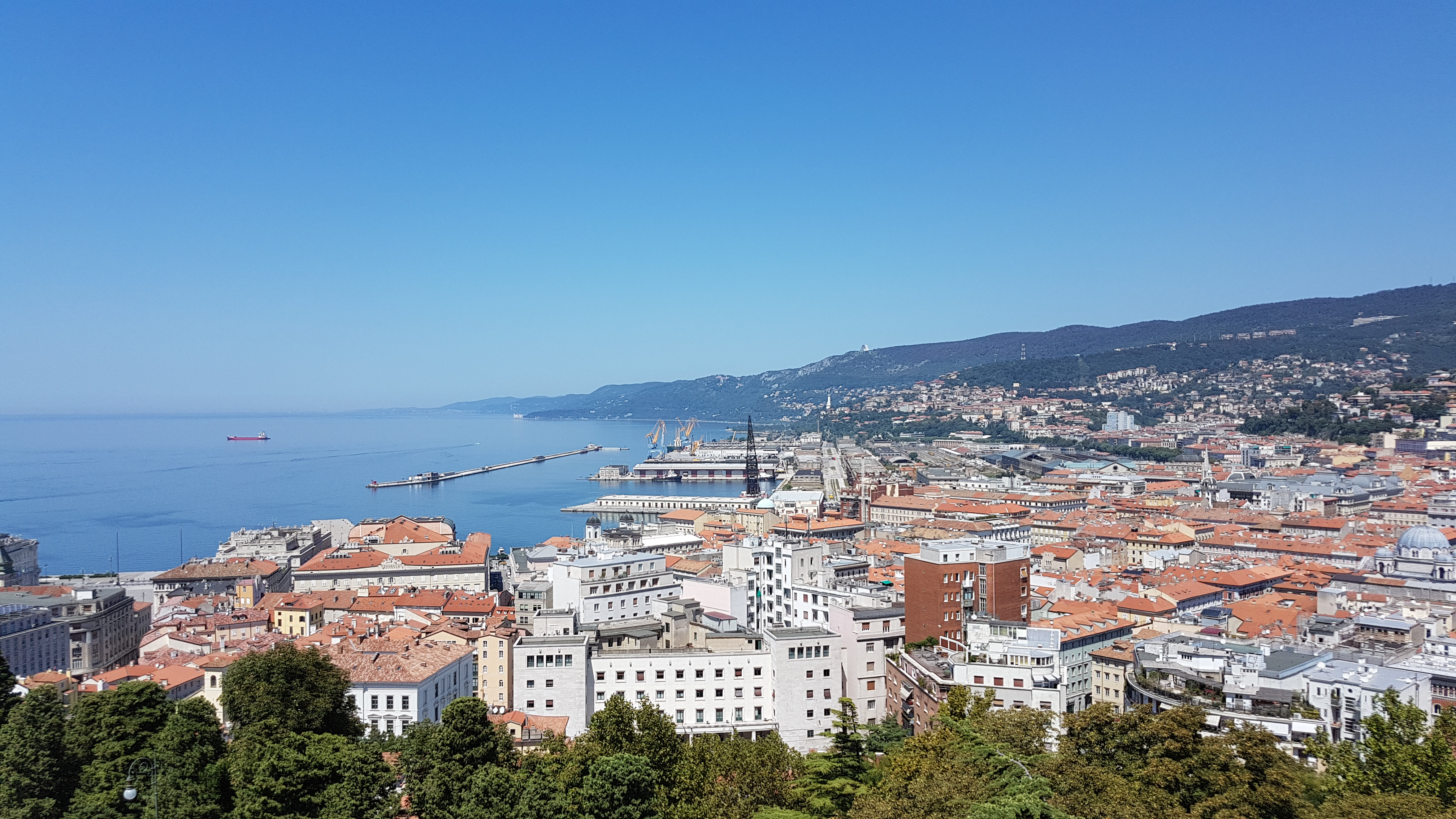
Triest Hafen und Innenstadt.

Sein erster Sohn, Manfred Metzger (1905–1986) wurde 1960 ein erfolgreicher Segler bei den Olympischen Sommerspielen 1960. Manfred übersiedelte jedoch infolge des Krieges zwischen Österreich und Italien in die Schweiz. Die Familie bewohnte in Triest die heute nach ihr benannte Villa Metzger in der Via Muratori. 1979 wurde die Villa Metzger als Residenz des Generalkonsuls von der Republik Österreich angekauft.

Bedingt durch den Krieg Österreich-Ungarns gegen Italien, verließ die Familie Metzger Triest. Sie bezog im Jahr 1915 in Wien ihren am 2. November 1915 als Zweigniederlassung gegründeten Unternehmenssitz in Wien 1, Franz-Josephs-Quai 7. Seine zu diesem Zeitpunkt in Stuttgart lebende Mutter, die Witwe Hermine Metzger, beteiligte sich mit einer Kapitaleinlage an der Wiener Zweigniederlassung. 1916 wurde die Robert Metzger Weinwaggonleihanstalt in Triest nach einem Beschluss der Generalversammlung durch den Kaufmann Metzger als Liquidator aufgelöst. Der Unternehmensgegenstand der 1915 in Wien gegründeten international tätigen Spedition umfasste für die folgenden Jahre bis 1938 kreative Transportlösungen für damals sehr begehrte Güter aus ganz Europa. Während der Monarchie waren Milch und Wein als Bahntransport, insbesondere Milchzüge, gefragt.

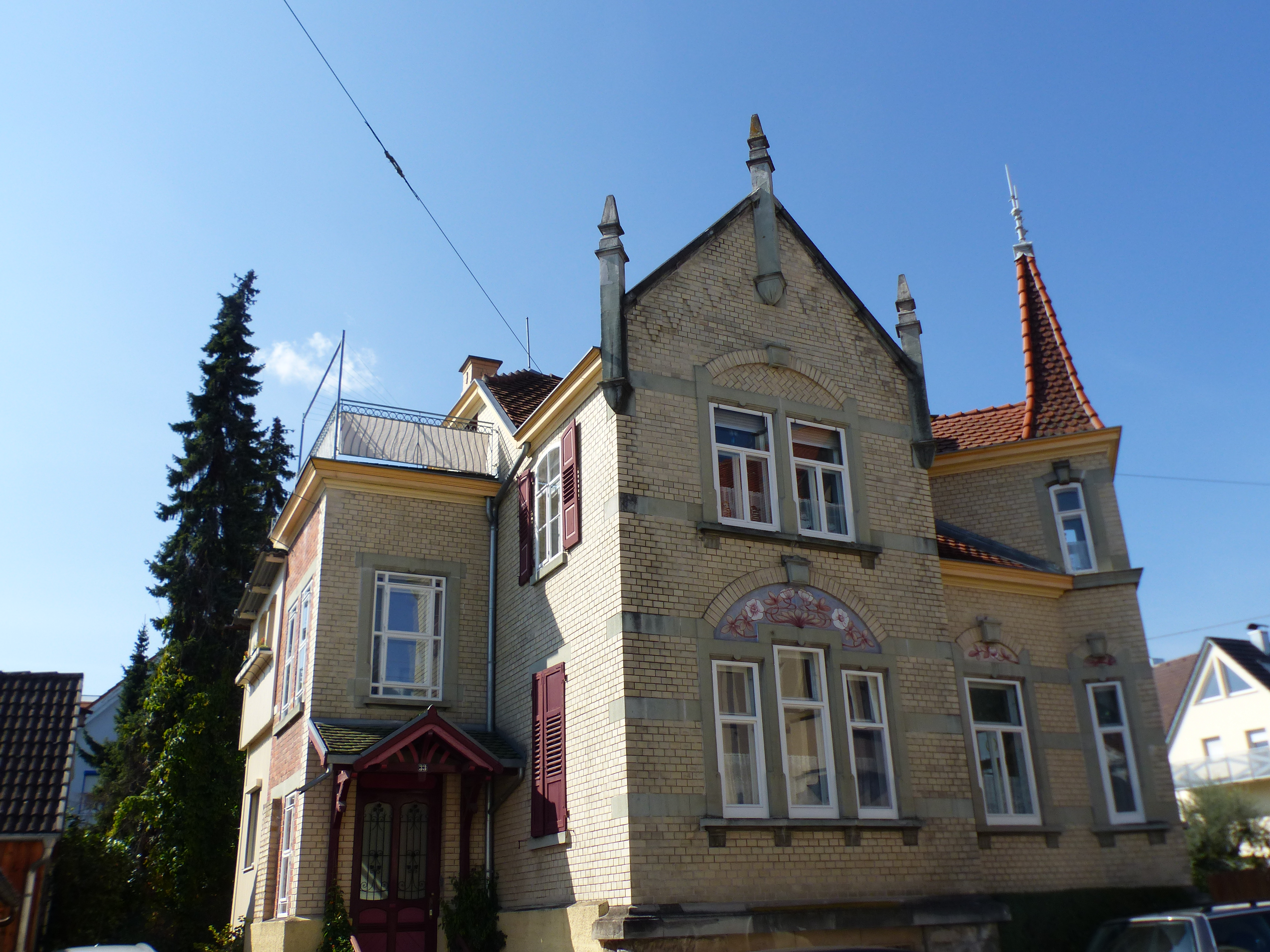
Villa Metzger, Niederlassung Stuttgart.

Neben seinen Zweigniederlassungen in Triest, Basel, Berlin, Stuttgart (ehemalige Villa Metzger in Stuttgart), Innsbruck und Budapest lag in Wien-Inzersdorf neben der 1918 eröffneten neuen Zentrale in Wien 1, Schottenring 30, die große Stütze seines Unternehmens. Robert Metzger begründete 1920 die nach ihm benannten „Inzersdorfer Metzgerwerke“, gelegen am Rande von Wien an der Pottendorfer Linie neben dem 1972 gegründeten Großmarkt Inzersdorf nahe Vösendorf und Hennersdorf. Die „Metzgerwerke“ galten als eine „Waggonleihanstalt“. Ab 1935 wurden in der Waggonwerkstatt Schienenfahrzeuge gebaut und gewartet. Im Auftrag der Bahn wurden Schienenfahrzeuge geprüft. Für den Weintransport wurden in den Inzersdorfer Metzgerwerken eigene Weinfasswagen mit Eichenfässern hergestellt. Ihnen folgten wegen der Sabotage durch Anbohren stabilere Wein-Waggons, auch „Kesselwaggons“. Noch 100 Jahre später sind Modellnachbauten wie Lokomotiven, Waggons, andere Schienenfahrzeuge und Waggonschilder aus dem Metzgerwerk beliebte Sammlerstücke unter Modellbahnfans. Einige der damaligen Betriebsfahrzeuge befinden sich seit 1994 im Museum.
Bis 1938 erwähnte man im Handelsregister und in den Büchern des Compass-Verlags weitere Niederlassungen in Genf, Bozen und Zagreb.
Nachdem Robert Friedrich Metzger am 19. April 1938 in Wien überraschend verstorben war, übernahmen seine Söhne Hellmuth (* 13. März 1908), Manfred (* 1905) und deren Schwester Mathilde Karoline Metzger (* 13. Mai 1913, † 14. Jänner 1974) die Geschäftsführung der Waggonverleihanstalt mit Sitz in Wien. Die Stilllegung des Unternehmens, die „Inzersdorfer Metzgerwerke“, Wien 23 (heute: Halban-Kurz-Straße 9), seit 2002 Briefzentrum Wien), der Abbruch der Metzgerwerke, Wien 23, Laxenburger Straße 367, und der Verkauf der rund 64.000 Quadratmeter großen „Metzgergründe“ an die Österreichische Post AG erfolgten nach dem Tod des Inhabers Hellmuth Metzger († 13. März 1990) durch Hellmuth Metzgers Tochter Irene Mückstein-Metzger (1987 verheiratet als Dr. Irene Dorfwirth) über die Jahre von 1989 bis 1998.
Der Firmenname der 1903 in Triest  gegründeten „Spedition Roberto Metzger & Co.“ und der 1915 in Wien gegründeten „Waggonleihanstalt Robert Metzger & Co.“ besteht „namentlich“ heute noch mit der beigefügten Bezeichnung „Nfg = Nachfolger“ (Stichtag 23. April 2021), Firmenbuchnummer FN 126641m als Robert Metzger & Co. Nfg. Das Unternehmen verfügt seit 2010 über einen 100-Prozent-Anteil am Unternehmen Immosphere (Ersteintragung Handelsgericht Wien am 18. Dezember 1947 - FN 92902x - zuvor: HBR 30731a).
Im Firmenbuchakt der Firma Robert Metzger & Co. Nfg GmbH & Co. KG mit Ersteintragung am 27. November 1991 scheint als Löschungsdatum der Firmenbuchnummer 002310y der 19. August 1995 auf. Die Waggonleihanstalt Robert Metzger & Co. wurde laut Akt beim Handelsgericht Wien im Jahr 2010 gelöscht.
Die Geschäftsführung der Firma Robert Metzger & Co. Nfg wechselte am 1. April 2010 von Dr. Irene Dorfwirth (Metzger-Mückstein) und Dieter Hartung auf Mag. Ingrid Mückstein. Die Funktion als Prokuristen wurde bei Friederike Hocker (* 17. Dezember 1949) und Friederike Metzger (* 2. Oktober 1913, † 13. März 2000) gelöscht. Beide waren Vertreterinnen der Robert Metzger & Co. Nf. GmbH & Co. KG (FN 2310y) mit ehemaligem Sitz in Wien 1, Opernring 7.
Als neuer Unternehmenssitz wurde 2010 unter der Firmenbuchnummer 126641m die Anschrift Wien 5, Margaretenstraße, eingetragen, an dem 1968 eine Werkstatt gegründet wurde.

## Mitgliedschaften und Sponsor
- Sponsor vieler kultureller Institutionen.
- 1920 Mitglied des Verwaltungsrates der Gipswerke Admont AG
- 1923 neben Erich, Prinz von Thurn und Taxis Graf Thun-Hohenstein, Graf Hieronymus Colloredo im Verwaltungsrat der Wiener Transithandelsbank, zuvor die Merkantil Bank[21][22] Wien mit Sitz in Wien 1, Walfischgasse 13.
- Von 1920 bis 1925 maßgeblich am Erhalt der Wiener Volksoper[23] beteiligt.
- Neben dem Bankier und Gründer der MONOS (MONOS = Elektro-Lastendreirad), Berthold Storfer, dem Großindustriellen, Bankier und Inhaber des RIKOLA-Verlages, Richard Kola, und Generalrat Direktor der Anglo-Österreichischen Bank in Wien, Hugo Schwarz, Gründer der Bank in Liechtenstein[24] ein Großaktionär bei der Wiener Volksoper Betriebs AG[25][26]. In Folge der dritten Krise der Volksoper[27] wegen eines Defizits ist Metzger im April 1925 aus der Volksoper Betriebsgesellschaft ausgeschieden[28], nachdem im April 1924 in einer außerordentlichen Generalversammlung unter seinem Vorsitz[29] eine Kapitalerhöhung auf eine Milliarde Kronen genehmigt wurde.
- Mitglied des Verwaltungsrates der Stiftswald-Aktiengesellschaft neben Erich Prinz von Thurn und Taxis
- Metzger gründete[30] im Mai 1928 den „Verband für Mäßigkeit“, eine Institution gegen eine Antialkoholbewegung nach amerikanischem Muster der „Prohibition“.
- Metzger wurde 1930 in Büchern des Compass-Verlags als Präsident Verbandes der Privatgüterwageninteressenten[31] in Wien 4, Wiedner Hauptstraße 61, erwähnt.
- Präsident der Robert Metzger & Co Aktiengesellschaft in Genf.
- Präsident der „JUGOVOZ“,[32] der I. Jugoslawischen Lokomotiv- und Waggonverleih Aktiengesellschaft in Agram - Zagreb.
- 1930: Vizepräsident der Federation International de Associations de Proprietaires de Wagons Particuliers in Paris.
- 1931: Vizepräsident des Vereins Wiener Tonkünstler-Orchester[33].
- Förderer des Wiener Künstlerhauses[34].
- 1931 Leitung der Gesellschaft für Musikvolksbildung in Wien neben dem Ehrenpräsidenten Richard Strauss
- Leitung des Weltmusik und Sängerbundes[35]

## Auszeichnungen
- 1916: Medaille vom preußischen Roten Kreuz dritter Klasse
- 1918: Königlicher württembergischen Kommerzienrat.[36]